# Porto de Vila Velha
O Complexo Portuário de Vila Velha, localizado no município de Vila Velha, é formado pelo Porto Organizado de Vitória e terminais privados.

## Histórico

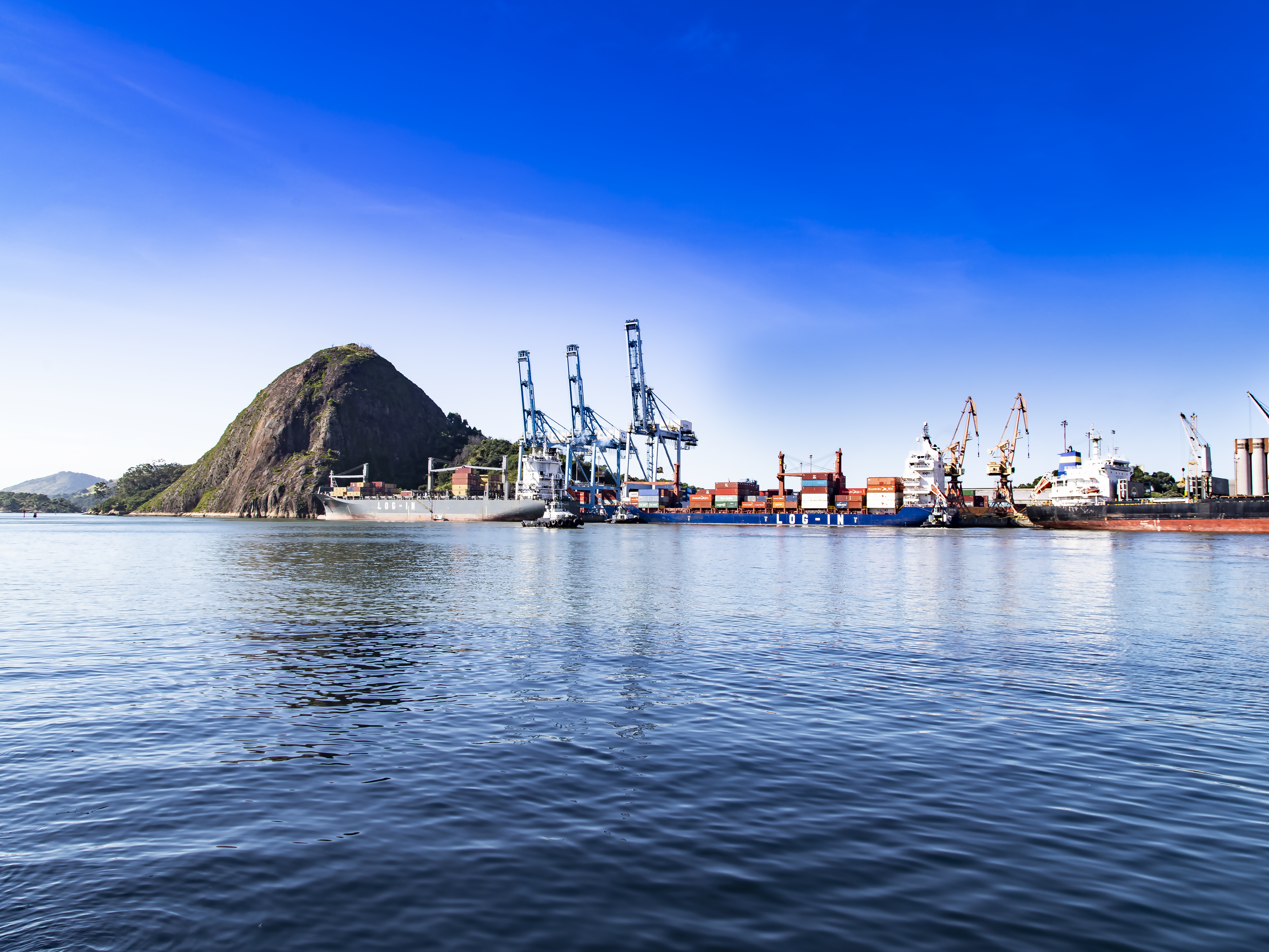
Porto de Vila Velha

A história portuária do Espírito Santo tem sua origem com o desenvolvimento da cultura cafeeira na Província do Espírito Santo. No entanto, a partir de 1870, tornou-se saturado o Porto de Itapemirim, então utilizado para o escoamento agrícola, em especial da cana-de-açúcar. Como alternativa para os embarques, foram previstos a utilização de outro atracadouro, denominado Cais do Imperador, na parte sul da Ilha de Vitória.
Em 1881, foram iniciados os primeiros estudos para a construção do Porto de Vitória. No entanto, o baixo comércio da região e a falta de estradas que ligassem ao interior fizeram com que o projeto demorasse a sair do papel. 
Em 28 de março de 1906, o governo federal autorizou que a Companhia Porto de Vitória (CPV) implantasse as novas instalações no mesmo local, tendo ficado a cargo da empresa C. H. Walker & Co. Ltda. a execução 1 130 metros de cais. No entanto, as obras foram interrompidas no ano de 1914.
A União encampou a concessão dada à CPV e a transferiu ao governo do estado do Espírito Santo por meio do Decreto n.º 16 739, de 31 de dezembro de 1924. Foi criada a APV – Administração do Porto de Vitória, com concessão pelo prazo de 60 anos. A construção do porto retomada no início de 1925. 
Sua inauguração oficial se deu em 3 de novembro de 1940, assinalando o começo do atual complexo portuário. No mesmo ano, teve início o embarque de minério de ferro.
Já nos anos 1940, foram construídas as instalações de embarque da Companhia Vale do Rio Doce (CVRD), no morro do Pela Macaco, em Vila Velha, hoje totalmente desativadas e entregues à Companhia Docas do Espírito Santo (CODESA). Na mesma época, iniciou-se a construção do Terminal de Granéis Líquidos, também em Vila Velha. Nesta mesma época, foram, ainda, construídas as instalações do Cais de Paul (Usiminas e CVRD, também localizadas em Vila Velha.

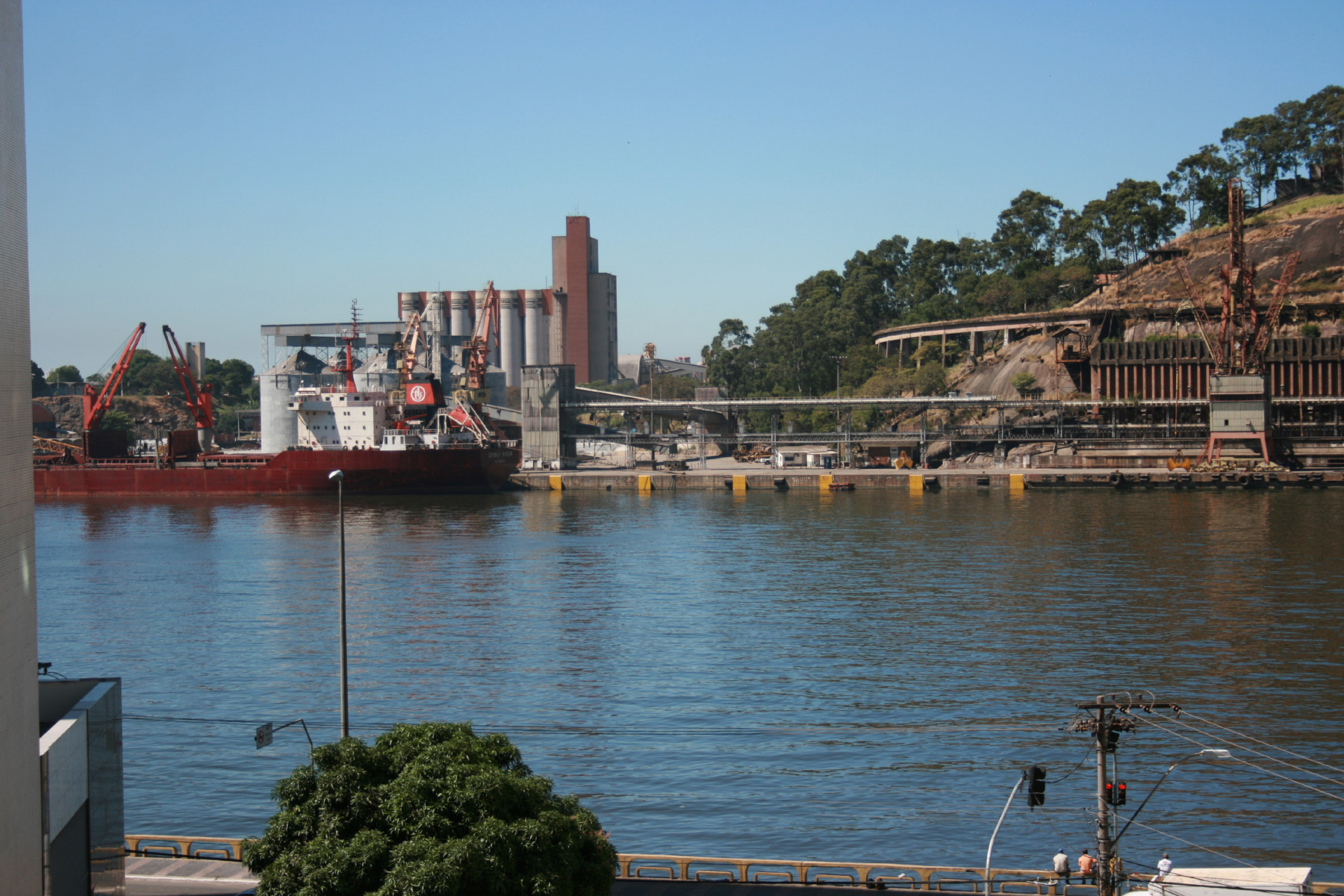
Vila Velha

Na década de 1950, foram construídos os demais cais de Vitória, berços 101 e 102. Na década de 1960, foi construído o Píer de Tubarão e, na de 1970, os cais de Capuaba (Vila Velha), Barra do Riacho e Ubu.
Em 1978, a concessão dada ao governo estadual foi encampada pelo DNPV – Departamento Nacional de Portos e Vias Navegáveis, vinculado a Portobrás, o que antecipou o término da concessão.
A Companhia Docas do Espírito Santo (CODESA) foi criada por meio do Decreto nº 87.560 de 9 de setembro de 1982, sendo oficialmente constituída em 21 de fevereiro de 1983, sendo responsável, inicialmente, pelos Portos de Vitória e Barra de Riacho. A companhia fazia parte da holding Portobrás.
Em março de 2022, o Fundo de Investimentos em Participações Shelf 119, liderado pela Quadra Capital, venceu o leilão de privatização da Companhia Docas do Espírito Santo na Bolsa de Valores de São Paulo, por R$ 106 milhões de outorga, com um contrato de concessão de 35 anos, prorrogáveis por mais cinco. A CODESA teve então seu nome alterado para VPorts.

## Berços
O Porto Organizado de Vitória tem suas áreas operacionais localizadas tanto no município de Vitória como no de Vila Velha, os quais são delimitados pelo rio Santa Maria. Em Vila Velha, estão localizadosː
- Cais de Capuabaː[9]
  - Berços 201 e 202ː administrado pela Vports (antiga Codesa). Realiza operações com carvão mineral, concentrado de cobre, coque de petróleo, fertilizantes, granito, malte, produtos siderúrgicos, soda cáustica, trigo e veículos. [9]
  - Berços 203 e 204ː arrendado pelo Terminal de Vila Velha (TVV). Realiza operações com contêineres, granito, produtos siderúrgicos e veículos.[9]
- Cais de Paulː[9]
  - Berço 206, arrendado pelo Terminal Portuário Peiu (TPP). A empresa Peiu realiza operações com carga de apoio, fertilizantes e veículos.[9]
  - Berço 905. administrado pela Vports (antiga Codesa). Realiza operações com carga de apoio, derivados de petróleo e ferro gusa.[9]
- Cais de Atalaia - Berço 207. Os antigos dolfins deram lugar a um cais corrido de 270 m de comprimento, calado de 12,5m; não operacional.[9]
- Cais de São Torquato - Berço 902,  não está operando;[9]
- Ilha do Príncipe - Berço 906. Terminal Flexibrás, arrendado à TECHNIP, destinado a carga geral e apoio offshore.[9]
- Cais do Aribiri - Berço 903. Operado pela Companhia Portuária de Vila Velha (CPVV), um terminal privado destinado aos serviços de apoio off-shore à indústria de petróleo.[10][9]